# Следећа
Следећа је трећи и најуспешнији студијски албум српске поп певачице Леонтине Вукомановић, издат 2001. године за Сити Рекордс. На албуму се налазе хитови Црно па се не види, Кад праве љубави гину, Нећу да те љубим после ње, Среда. Снимљени су музички спотови за Кад праве љубави гину и Среда, а у споту за песму Среда каријеру је започео манекен Петар Перовић. Пратеће вокале су певале Александра Радовић, Тијана Дапчевић и Ивана Петерс. Многе песме на албуму су радили Жељко Јоксимовић и Љиљана Јорговановић.

## Списак песама
| №   | Назив                     | Текст                 | Музика                                            | Трајање |  |
| 1.  | Црно па се не види        | Љиљана Јорговановић   | Жељко Јоксимовић                                  |         |  |
| 2.  | Следећа                   | Љиља Јорговановић     | Жељко Јоксимовић                                  |         |  |
| 3.  | Кад праве љубави гину     | Љиља Јорговановић     | Жељко Јоксимовић                                  |         |  |
| 4.  | Дуго, дуго                | Драган Брајовић Браја | Жељко Јоксимовић                                  |         |  |
| 5.  | Потписујем                | Љиља Јорговановић     | Мануел Алехандро, Ана Магдалена, Жељко Јоксимовић |         |  |
| 6.  | Он је исти као ти         | Љиља Јорговановић     | Леонтина Вукомановић , Алек Алексов               |         |  |
| 7.  | Нећу да те љубим после ње | Леонтина              | Леонтина, Жељко Јоксимовић                        |         |  |
| 8.  | Среда                     | Љиља Јорговановић     | Жељко Јоксимовић                                  |         |  |
| 9.  | Врата од бола             | Леонтина              | Леонтина                                          |         |  |
| 10. | Далеко                    | Леонтина              | Леонтина                                          |         |  |